# Lynge-Kronborg Herred

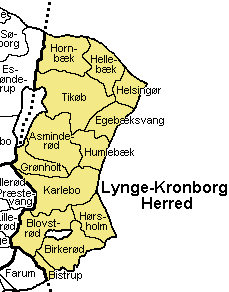
Lynge-Kronborg Herred

Lynge-Kronborg Herred was een herred in het voormalige Frederiksborg Amt in Denemarken. De herred beslaat het uiterste noordoosten van het eiland  Seeland. Tot 1862 was Lynge Kronborg een herred samen met Lynge-Frederiksborg. Het gebied werd in 1970 deel van de nieuwe provincie Frederiksborg.

## Parochies
Naast de stad Helsingør omvatte de herred oorspronkelijk maar acht  parochies. Door splitsingen liep dat aantal op tot 20 (met inbegrip van de parochies in Helsingør
- Asminderød
- Birkerød
- Bistrup
- Blovstrød
- Egebæksvang
- Grønholt
- Gurre
- Hellebæk
- Hornbæk
- Humlebæk
- Hørsholm
- Karlebo
- Kokkedal (niet op de kaart)
- Mørdrup (niet op de kaart)
- Rungsted (niet op de kaart)
- Sankt Mariæ (niet op de kaart)
- Sankt Olai (niet op de kaart)
- Sthens (niet op de kaart)
- Tikøb
- Vestervang (niet op de kaart)